# Julian Günther-Schmidt
Julian Günther-Schmidt (* 13. September 1994 in Pforzheim) ist ein deutscher Fußballspieler. Der Stürmer steht seit Juli 2025 beim FC Erzgebirge Aue unter Vertrag.

## Karriere
Günther-Schmidt spielte in seiner Jugend für den SV Büchenbronn, Germania Brötzingen, den FC Nöttingen und den SV Waldhof Mannheim, bevor er 2012 zum Karlsruher SC wechselte. Im Juli 2013 wechselte er zum FC Ingolstadt 04, bei dem er in der zweiten Mannschaft zum Einsatz kommen sollte. Sein Debüt in der Regionalliga Bayern gab er am 17. Juli 2013 bei der 1:2-Niederlage gegen den TSV Buchbach. Seine ersten Tore erzielte er am 11. Juli 2014 beim 2:2 beim FC Memmingen.
Am 29. November 2014 kam Günther-Schmidt erstmals für die Profimannschaft in der 2. Bundesliga zum Einsatz, als er beim 3:0-Sieg im Heimspiel gegen den VfL Bochum in der 90. Minute für Mathew Leckie eingewechselt wurde. Am Saisonende stieg die Mannschaft als Meister in die Bundesliga auf und Günther-Schmidt verließ den Verein.
Im September 2015 schloss er sich der zweiten Mannschaft des FC Augsburg an, mit der er in der Regionalliga Bayern spielt. Am 30. Juli 2016 war er mit einem Tor am 12:0-Heimsieg gegen den SV Seligenporten beteiligt, dem bisher höchsten Sieg in der Geschichte der Regionalliga Bayern. Am 22. Oktober 2016 kam er erstmals für die erste Mannschaft der Augsburger zum Einsatz und debütierte bei der 1:2-Auswärtsniederlage gegen den SC Freiburg in der Bundesliga.
Ende August 2017 wurde Günther-Schmidt bis Ende der Saison 2017/18 an den Drittligisten FC Carl Zeiss Jena verliehen. In Jena entwickelte er sich zum Stammspieler und erzielte in 32 Ligaeinsätzen acht Treffer. Im Juli 2018 kehrte Günther-Schmidt kurzzeitig zum FC Augsburg zurück und nahm einige Tage am Trainingslager in Mals teil. Am 6. Juli 2018 kehrte er bis zum Ende der Saison 2018/19 auf Leihbasis zum FC Carl Zeiss Jena zurück und wurde schließlich zur Saison 2019/20 ohne Rückkehr nach Augsburg für zwei Jahre fest verpflichtet. Der Stürmer wurde regelmäßig eingesetzt und war in der Rückrunde Stammkraft, bis Anfang Juni 2020 gelangen ihm in 27 Pflichtpartien je 6 Treffer und Torvorlagen. Im Anschluss an den 30. Spieltag wurde er jedoch gemeinsam mit vier anderen Profis vom Spiel- und Trainingsbetrieb suspendiert. Der FC Carl Zeiss Jena stieg am Saisonende in die Regionalliga Nordost ab.
Zur Saison 2020/21 wechselte Günther-Schmidt in die Regionalliga West zum SC Fortuna Köln. Dort gehörte der Stürmer auf Anhieb zum Stammpersonal und erzielte in 20 Einsätzen (alle von Beginn) 6 Tore.
Anfang Januar 2021 kehrte Günther-Schmidt in die 3. Liga zurück und schloss sich dem Aufsteiger 1. FC Saarbrücken an.
Im Sommer 2025 wechselte er zum FC Erzgebirge Aue.

## Erfolge
- Meister der 2. Bundesliga und  Aufstieg in die Bundesliga: 2015